# Vickers Varsity
Die Vickers Varsity T. Mk 1 war ein zweimotoriges Schulflugzeug, das von zwei Kolbenmotoren angetrieben wurde. Es wurde von der Royal Air Force (RAF) ab 1951 25 Jahre lang betrieben und verfügte nicht über eine Druckkabine.

## Entwicklung und Konstruktion
Die Varsity wurde von Vickers basierend auf den Flugzeugen Vickers Viking und Valetta entwickelt, um die Spezifikation T.13/48 für ein zweimotoriges Schulflugzeug zu erfüllen, womit die Wellington T.10 und die Valetta T3 und T4 ersetzt werden sollten. Die wichtigsten Unterschiede sind die größere Flügelspannweite, der Rumpf und das Bugradfahrwerk. Zudem verfügte die Varsity über eine Bauchwanne für das Training der zukünftigen Bombenschützen.
Der Prototyp Typ 668 flog zum ersten Mal am 17. Juli 1949.
Eine zivile Version war mit der Bezeichnung VC.3 geplant, wurde aber auf Grund des Erfolgs der VC.2 Viscount nicht weiter verfolgt.

## Operative Geschichte

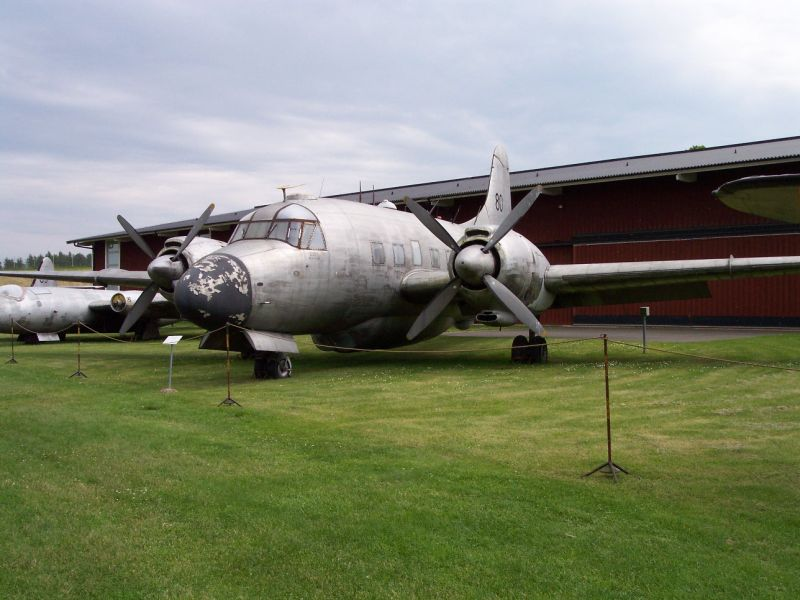
Die schwedische Vickers Varsity, ausgestellt im Flygvapenmuseum

Die Varsity wurde von der RAF eingeführt, um die Wellington T.10 Trainer zu ersetzen. 1951 wurden die ersten Modelle aus der Serienfertigung ausgeliefert und 1976 ausgemustert; ihre Rolle als Piloten- und Navigationstrainer übernahm die Scottish Aviation Jetstream T1.
Die schwedische Luftwaffe betrieb eine Varsity vom Januar 1953 bis 1973 und verwendete sie hauptsächlich für die elektronische Aufklärung. In Schweden wurde die Varsity als Tp 82 bezeichnet.
Die letzte fliegende Varsity (Serial WL679) wurde vom Royal Aircraft Establishment bis 1992 betrieben.

## Benutzer
Jordanien
- Jordanische Luftwaffe

 Schweden
- Schwedische Luftstreitkräfte

 Vereinigtes Königreich
- Royal Air Force

## Zwischenfälle
Von 1952 bis 1984 wurden 31 Varsity zerstört, 28 davon durch Unfälle. Bei 14 davon gab es insgesamt 51 Todesopfer, einschließlich vier Personen am Boden. Beispiele:
- Am 23. Januar 1958 kam eine Vickers Varsity T.1 der Royal Air Force (WL633) bei der Landung auf dem Flughafen Manston von der Landebahn ab, kollidierte mit Schneewehen und explodierte. Drei der fünf Besatzungsmitglieder kamen ums Leben.[2]

- Am 27. März 1963 stürzte eine Vickers 668 Varsity T.1 der Royal Air Force (G-APAZ/WF415) auf einem Trainingsflug 5 bis 6 Kilometer vom Flughafen Staverton (England) entfernt ab. Nach einem Durchstarten mit nur einem laufenden Triebwerk neigte sich die Maschine in etwa 200 Meter Höhe nach rechts; ein Pilot meldete einen kompletten Ausfall der Triebwerke. Das Flugzeug verlor an Höhe und stürzte in ein Haus. Ursache war das versehentliche komplette Abstellen des noch laufenden Triebwerks. Beide Piloten, die einzigen Insassen, kamen ums Leben.[3]

Schon erledigt:

## Technische Daten (TMk. 1)
| Kenngröße             | Daten                                           |
| --------------------- | ----------------------------------------------- |
| Besatzung             | 4                                               |
| Länge                 | 20,57 m                                         |
| Spannweite            | 29,13 m                                         |
| Höhe                  | 7,29 m                                          |
| Flügelfläche          | 90,50 m²                                        |
| Flügelstreckung       | 9,4                                             |
| Leermasse             | 12.265 kg                                       |
| max. Startmasse       | 17.010 kg                                       |
| Höchstgeschwindigkeit | 464 km/h                                        |
| Dienstgipfelhöhe      | 8750 m                                          |
| Steigleistung         | 426,72 m/min                                    |
| Reichweite            | 4263 km                                         |
| Triebwerke            | 2 14-Zylinder-Sternmotoren Bristol Hercules 264 |
| Leistung              | 1455 kW (1950 WPS)                              |